# Simon Magakwe
Simon Petrus Magakwe (né le 14 mai 1986 à Itsoseng au Bophuthatswana) est un athlète sud-africain, spécialiste du 100 mètres et du 200 mètres.

## Biographie
Il établit un record personnel de 10 s 21 à Stellenbosch le 14 mars 2009 avec lequel il remporte le titre sud-africain. Cette course est en fait une répétition de la finale, la première ayant été également gagnée par Magakwe en 10 s 32 (course annulée à la suite d'un faux départ non signalé). Ce temps le qualifie pour les Championnats du monde d'athlétisme 2009 à Berlin où il représente pour la première fois son pays. Il vit avec sa mère dont il partage la chambre à Carletonville. Avant cette victoire, il se rendait aux compétitions avec un sac en plastique pour y mettre ses affaires de sport.
En 2011, il réalise 10 s 18 (+ 1,6) à Durban le 8 avril, à 4/100e de son record en altitude à Nairobi. Médaille d'or lors de l'Universiade de 2011 à Shenzhen avec le relais 4 × 100 m sud-africain, il avait remporté deux médailles de bronze, sur 100 et 200 m, en plus de la médaille d'or du relais, lors des Championnats d'Afrique d'athlétisme 2010 à Nairobi.
En avril 2012, à Pretoria, Simon Magakwe établit le temps de 10 s 06 sur 100 m, égalant le record d'Afrique du Sud détenu depuis 1988 par son compatriote Johan Rossouw.
Le 12 avril 2014, à Pretoria, en altitude, Simon Magakwe devient le 90e athlète et le premier sud-africain à franchir la barrière des dix secondes en établissant le temps de 9 s 98 (vent favorable de 1,4 m/s) lors des championnats d'Afrique du Sud.
En décembre il refuse de se soumettre à un contrôle antidopage, ce qui conduit sa fédération à le suspendre pendant 2 ans de toute compétition.
En mars 2018, il remporte le titre national du 100 m en 10 s 07, dans un fort vent de face (- 1,3 m/s). Le 2 août, il décroche la médaille de bronze du 100 m aux championnats d'Afrique.
Le 12 mai 2019, à l’occasion des Relais mondiaux, il bat le record d’Afrique du relais 4 x 200 m en
1 min 20 s 42, avec ses coéquipiers Chederick van Wyk, Sinesipho Dambile et Akani Simbine, pour remporter la médaille d’argent.
Il se classe 5e du relais 4 × 100 m des championnats du monde de Doha, avec un record d'Afrique de 37 s 65 en séries.

## Palmarès
| Date | Compétition            | Lieu       | Résultat | Épreuve   | Temps         |
| ---- | ---------------------- | ---------- | -------- | --------- | ------------- |
| 2010 | Championnats d'Afrique | Nairobi    | 3e       | 100 m     | 10 s 14       |
| 2010 | Championnats d'Afrique | Nairobi    | 3e       | 200 m     | 20 s 56       |
| 2010 | Championnats d'Afrique | Nairobi    | 1er      | 4 × 100 m | 39 s 12       |
| 2010 | Coupe continentale     | Split      | 3e       | 4 × 100 m | 39 s 82       |
| 2011 | Universiade            | Shenzhen   | 1er      | 4 × 100 m | 39 s 25       |
| 2012 | Championnats d'Afrique | Porto-Novo | 1er      | 100 m     | 10 s 29       |
| 2012 | Championnats d'Afrique | Porto-Novo | 4e       | 200 m     | 20 s 87       |
| 2012 | Championnats d'Afrique | Porto-Novo | 1er      | 4 × 100 m | 39 s 26       |
| 2014 | Jeux du Commonwealth   | Glasgow    | 4e       | 4 x 100 m | 38 s 35       |
| 2014 | Championnats d'Afrique | Marrakech  | 4e       | 100 m     | 10 s 19       |
| 2018 | Coupe du monde         | Londres    | 3e       | 100 m     | 10 s 11       |
| 2018 | Coupe du monde         | Londres    | 3e       | 4 x 100 m | 38 s 53       |
| 2018 | Championnats d'Afrique | Asaba      | 3e       | 100 m     | 10 s 35       |
| 2018 | Championnats d'Afrique | Asaba      | 1er      | 4 x 100 m | 38 s 25       |
| 2019 | Relais mondiaux        | Yokohama   | 2e       | 4 x 200 m | 1 min 20 s 42 |
| 2019 | Championnats du monde  | Doha       | 5e       | 4 x 100 m | 37 s 73       |

## Records
| Épreuve | Performance        | Lieu          | Date          |
| ------- | ------------------ | ------------- | ------------- |
| 100 m   | 9 s 98 (+ 1,4 m/s) | Pretoria      | 12 avril 2014 |
| 200 m   | 20 s 23            | Potchefstroom | 17 avril 2010 |